# Pillar Rock
Der Pillar Rock (englisch für Säulenfelsen) ist ein markanter Brandungspfeiler am nordwestlichen Ende Südgeorgiens. Er ragt südwestlich des Square Rock am Bird Sound auf.
Der deskriptive Name des Felsens erscheint erstmals auf einer Landkarte der britischen Admiralität aus dem Jahr 1931.